# Ari Lemmke
Ari Lemmke nació el 12 de diciembre de 1963, es la persona que le dio a Linux su nombre.
Linus Torvalds había planeado ponerle a su kernel el nombre de "Freax" ( una combinación de "free", "freak", y la letra X para indicar que era un sistema del tipo Unix). Ari lo animó a que lo subiera a la red, para que fuese más simple obtenerlo.
Ari, a pesar de esto, no estaba feliz con el nombre de "Freax"y le dio a Linus un directorio llamado "linux" sobre su servidor FTP (ftp.funet.fi), con lo cual el kernel terminó llamándose como aquel directorio.